# 水槽/髪飾りの天使
「水槽 / 髪飾りの天使」（すいそう / かみかざりのてんし）は、中島愛の13枚目のシングル。2019年11月6日、flying DOGから発売された。

## 概要
中島愛の通算13枚目のシングルであり、前作に続いての両A面シングル。今作も「水槽」を1曲目に収録した『星合盤』（VTCL-35308）と「髪飾りの天使」を1曲目に収録した『本好き盤』（VTCL-35309）の2形態で発売され、それぞれジャケット写真とカップリング曲が異なる仕様になっている。
「水槽」は、テレビアニメ『星合の空』オープニングテーマとして使用された。『星合の空』のタイアップが決定したのは、ベストアルバム『30 pieces of love』の制作に入る直前の頃で、中島自身もまだ次の展開を考えられるタイミングではなかったが、『星合の空』がアニメオリジナル作品で、本質で描くのは人間ドラマであると知り、「それならアニメのオープニング曲の王道から多少外れる曲であっても良さそうだし面白味がある」ということで引き受けることにした。アニメスタッフから歌詞に関して「主役が少年たちであるため、歌詞の視点は少年目線で」と要望されたことから、作詞はポルノグラフィティの新藤晴一へ依頼。作曲は矢吹香那が手掛け、編曲・サウンドプロデュースは、新たに中島の担当になった女性ディレクターの推薦によりTomi Yoへ依頼した。
「髪飾りの天使」は、『本好きの下剋上 司書になるためには手段を選んでいられません』エンディングテーマになっている。本や言葉がテーマである『本好きの下剋上』と吉澤が持つ文学的なイメージが合うということで作詞・作曲を吉澤嘉代子へ依頼。この際、歌詞に関して主人公の姉・トゥーリ役として中島もアニメに出演していることから、歌がトゥーリに聞こえることを避けるために『（作中の）誰の目線でもない歌詞』という要望を出している。編曲は吉澤から直接電話で依頼を受けた清竜人が手掛けており、コーラスとしても参加。また清竜人が他のアーティストが書いた曲に編曲家として関わるのはこの曲が初となる。この曲のエンディングは、完成度の高かった吉澤のデモ音源のニュアンスを生かすため、デモと同様に曲が唐突に終わるアレンジになっている。
『星合盤』のカップリングには、三浦康嗣（□□□ (クチロロ)）が楽曲提供・プロデュースの「夏の記憶」、『本好き盤』のカップリングには、自身のルーツの一つであるフィリピンのバンド『スモーキー・マウンテン』（Smokey Mountain）のヒット曲「Kailan」のカバー音源を収録している。
発売当日には、シングルのリリースを記念して『中島愛「水槽/髪飾りの天使」発売記念特番 ～夏の記憶、秋の気配～』をLINE LIVEで配信した。

## 収録内容
| #         | タイトル                       | 作詞                       | 作曲            | 編曲            | 時間  |
| --------- | ------------------------------ | -------------------------- | --------------- | --------------- | ----- |
| 1.        | 「水槽」                       | 新藤晴一                   | 矢吹香那        | Tomi Yo         | 4:59  |
| 2.        | 「髪飾りの天使」               | 吉澤嘉代子                 | 吉澤嘉代子      | 清竜人          | 2:44  |
| 3.        | 「夏の記憶」                   | 三浦康嗣（□□□ (クチロロ)） | 三浦康嗣（□□□） | 三浦康嗣（□□□） | 4:31  |
| 4.        | 「水槽」(Instrumental)         |                            |                 |                 | 4:59  |
| 5.        | 「髪飾りの天使」(Instrumental) |                            |                 |                 | 2:43  |
| 6.        | 「夏の記憶」(Instrumental)     |                            |                 |                 | 4:28  |
| 合計時間: | 合計時間:                      | 合計時間:                  | 合計時間:       | 合計時間:       | 24:24 |

| #         | タイトル                       | 作詞・作曲                 | 編曲      | 時間  |
| --------- | ------------------------------ | -------------------------- | --------- | ----- |
| 1.        | 「髪飾りの天使」               |                            |           | 2:43  |
| 2.        | 「水槽」                       |                            |           | 5:00  |
| 3.        | 「Kailan」                     | Cayabyab Raymundo Cipriano | 西脇辰弥  | 5:15  |
| 4.        | 「髪飾りの天使」(Instrumental) |                            |           | 2:43  |
| 5.        | 「水槽」(Instrumental)         |                            |           | 5:00  |
| 6.        | 「Kailan」(Instrumental)       |                            |           | 5:12  |
| 合計時間: | 合計時間:                      | 合計時間:                  | 合計時間: | 25:53 |